# Leucophanes hildebrandtii
Leucophanes hildebrandtii är en bladmossart som beskrevs av C. Müller 1876. Leucophanes hildebrandtii ingår i släktet Leucophanes och familjen Calymperaceae. Inga underarter finns listade i Catalogue of Life.